# Runyangbrug

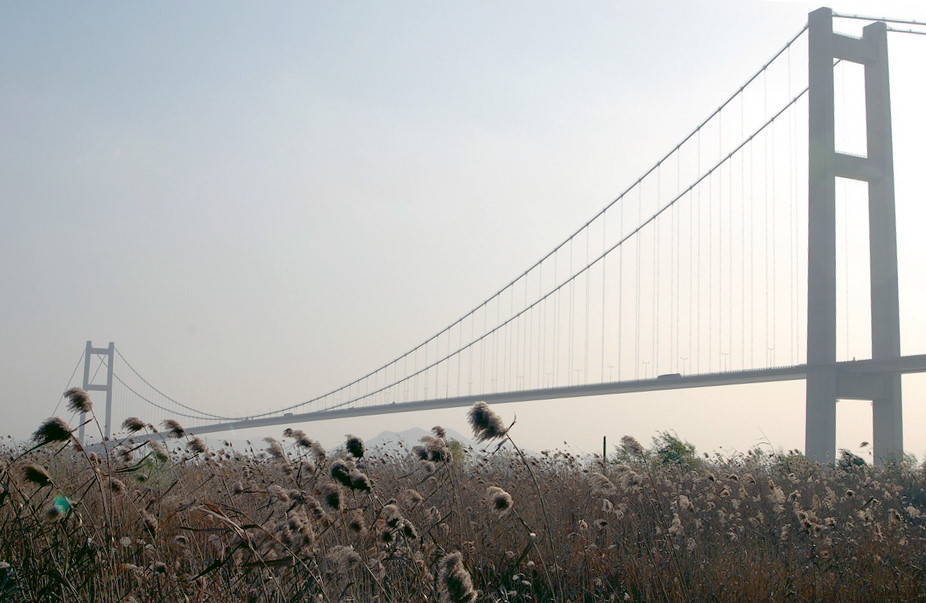
zuidelijke brug van de Runyangbrug

De Runyangbrug (Chinees: 润扬长江大桥 / 潤揚長江大橋; Hanyu pinyin: Rùnyáng Chángjiāng Dàqiáo) is een hangbruggencomplex van twee grote bruggen in China over de Yangtze in de provincie Jiangsu. De bruggen verbinden Zhenjiang in het zuiden met Yangzhou in het noorden.
De Runyang was bij openstelling (2005) 's werelds op twee na langste hangbrug (2020 op plaats zes) met een overspanningslengte van 1490 meter en een totale lengte van 35,66 kilometer. De bouw van de brug begon in oktober 2000 en liep voor op schema waardoor de brug op 30 april 2005 voor het verkeer kon worden geopend. De bouwkosten bedroegen 700 miljoen dollar.